# Francisco Chimoio
Francisco Chimoio O. F. M. Cap. (n. Búzi, Provincia de Sofala, Mozambique, 12 de junio de 1947) es un arzobispo católico mozambiqueño.

## Biografía
Nació un 12 de junio del año 1947 en el distrito mozambiqueño de Búzi (Provincia de Sofala). 
Cuando era jovencito descubrió su vocación religiosa y eso le llevó a querer ingresar en la Orden de los Hermanos Menores Capuchinos (O. F. M. Cap.), con quienes realizó sus estudios eclesiásticos y fue ordenado sacerdote el día 9 de diciembre de 1979.
Tras numerosos años ejerciendo su ministerio pastoral, el 5 de diciembre del 2000 fue elevado al rango episcopal, cuando el Papa Juan Pablo II le nombró Obispo de la Diócesis de Pemba, en sucesión de Tomé Makhweliha S.C.I. quien pasó a ser Arzobispo de Nampula.
Recibió la consagración episcopal el 25 de febrero de 2001, a manos del entonces Arzobispo de Beira, Jaime Pedro Gonçalves en calidad de consagrante principal.
Como co-consagrantes tuvo a su predecesor en el cargo, Tomé Makhweliha y al entonces Obispo de Quelimane, Bernardo Filipe Governo.
Posteriormente el 22 de febrero de 2003, Juan Pablo II le nombró como nuevo Arzobispo Metropolitano de la Arquidiócesis de Maputo, pasando a ser el nuevo jefe de la iglesia católica en todo el país. Sustituyó a Alexandre José Maria dos Santos quien fue elevado al rango de cardenal.
Al mismo desde el 23 de abril de 2003 hasta el 24 de junio de 2004 ocupó de manera temporal el cargo de Administrador Apostólico de Pemba.
También desde el día 10 de noviembre de 2015 es el nuevo Presidente de la Conferencia Episcopal de Mozambique (CEM), en sucesión del obispo Lúcio Andrice Muandula.
El 28 de mayo de 2019 fue confirmado como miembro de la Congregación para los Institutos de Vida Consagrada y las Sociedades de Vida Apostólica in aliud quinquennium.
Francisco Chimoio es una persona muy respetada debido a su grandísima implicación en el proceso de paz que se llevó a cabo durante la Guerra Civil de Mozambique y su implicación en la firma de los acuerdos de paz de Roma, que son los tratados de paz negociados entre el gobierno de Mozambique y los rebeldes de la Resistencia Nacional Mozambiqueña.